# Porijõgi
Porijõgi är ett vattendrag i Estland.   Det ligger i landskapet Tartumaa, i den sydöstra delen av landet, 170 km sydost om huvudstaden Tallinn.